# Max Schlichting
Max Schlichting (né le 16 juin 1866 à Sagan en province de Prusse et décédé le 23 juin 1937 à Bad Tölz), est un peintre, illustrateur et écrivain allemand.

## Biographie
Schlichting est né le fils de Julius Schlichting, qui a ensuite travaillé comme professeur de génie hydraulique au TH Charlottenburg. Il étudie à l'Académie prussienne des beaux-arts (1885-1892) avec Franz Skarbina, Woldemar Friedrich et Eugen Bracht, il continue ses études à l'Académie Julian à Paris.
Schlichting est illustrateur pour de nombreux magazines : New York Herald, The World...
Il fut président de l'association des artistes berlinois de 1919 à 1921, puis président d'honneur. Il y eut une exposition de ses « tableaux italiens » en 1925. Il a écrit la préface de Hundert Jahre Berliner Kunst im Schaffen des Vereins Berliner Künstler (Berlin, Verein Berliner Künstler, 1929) et a été responsable de l'exposition d'art moderne La collection présentée était essentiellement celle de Julius Freund.

## Œuvres
- Surfez à Knokke, Heyst, Belgique, 1885
- Rue du Faubourg Montmartre, Paris, 1893
- Blühender Mohn, 1895 (Alte Nationalgalerie Berlin, acquis en 1971)
- Vue de Paris, 1898 (Alte Nationalgalerie Berlin)
- Boulevard de Paris le soir, 1909 (Alte Nationalgalerie Berlin)